# 2012년 아시아 야구 선수권 대회
2012년 아시아 야구 선수권 대회는 2012년 11월 28일부터 2012년 12월 2일까지 열리는 국제 야구 대회이다. 비로 인한 우천 경기가 많아 12월 3일 폐막했다. 이 대회는 26번째 아시아 야구 선수권 대회로 원래 2011년 필리핀에서 대회가 개최될 예정이었으나 필리핀의 내부 사정으로 대회를 '반납'해서 2012년 대만에서 개최가 되었다.

## 참가국
2012년 아시아 야구 선수권 대회 - 예선
- 중화 타이베이- 개최국. 제25회 아시아 야구 선수권 대회 준우승
- 일본- 제25회 아시아 야구 선수권 대회 우승
- 대한민국[1]- 제25회 아시아 야구 선수권 대회 3위
- 중국- 제25회 아시아 야구 선수권 대회 4위
- 파키스탄- 제10회 아시안컵 야구 대회 (서부아시아 지역) 1위
- 필리핀- 제10회 아시안컵 야구 대회 (동부아시아 지역) 1위

## 경기 결과

### 경기 기록
※ 모든 시간은 대만 표준시간 NST (UTC+8)이다.
| 경기날짜   | 경기시간 | 홈팀          | 점수   | 원정팀         | 경기장               | 비고                                          |
| ---------- | -------- | ------------- | ------ | -------------- | -------------------- | --------------------------------------------- |
| 11/28 (수) | 12:00    | 대한민국      | 6 : 3  | 필리핀         | 타이중 저우지 야구장 |                                               |
| 11/28 (수) | 12:00    | 파키스탄      | 0 : 7  | 중화인민공화국 | 타이중 야구장        | 5회 강우콜드                                  |
| 11/28 (수) | 18:30    | 중화 타이베이 | 1 : 2  | 일본           | 타이중 저우지 야구장 |                                               |
| 11/29 (목) | 12:00    | 중국          | 0 : 4  | 대한민국       | 타이중 저우지 야구장 |                                               |
| 11/29 (목) | 14:00    | 일본          | 13 : 0 | 파키스탄       | 타이중 야구장        | 7회 콜드                                      |
| 11/29 (목) | 18:30    | 필리핀        | 1 : 12 | 중화 타이베이  | 타이중 저우지 야구장 | 8회 콜드                                      |
| 11/30 (금) | 12:00    | 파키스탄      | 0 : 5  | 대한민국       | 타이중 저우지 야구장 | 5회 강우콜드. 3회 이후 타이중 야구장으로 이동 |
| 11/30 (금) | 14:00    | 일본          | 1 : 0  | 필리핀         | 타이중 야구장        | 7회 강우콜드                                  |
| 12/1 (토)  | 12:00    | 파키스탄      | 0 : 15 | 중화 타이베이  | 타이중 저우지 야구장 | 7회 콜드                                      |
| 12/1 (토)  | 14:00    | 중국          | 16 : 0 | 필리핀         | 타이중 야구장        | 7회 콜드                                      |
| 12/1 (토)  | 18:30    | 대한민국      | 0 : 4  | 일본           | 타이중 저우지 야구장 |                                               |
| 12/2 (일)  | 12:00    | 중국          | 1 : 10 | 일본           | 타이중 저우지 야구장 |                                               |
| 12/2 (일)  | 14:00    | 필리핀        | 2 : 0  | 파키스탄       | 타이중 야구장        |                                               |
| 12/2 (일)  | 18:30    | 중화 타이베이 | 7 : 0  | 대한민국       | 타이중 저우지 야구장 |                                               |
| 12/3 (월)  | 18:30    | 중화 타이베이 | 3 : 1  | 중화인민공화국 | 타이중 저우지 야구장 |                                               |

### 최종순위
| 순위 | 국가          | 승 | 패 |
| ---- | ------------- | -- | -- |
| 금   | 일본          | 5  | 0  |
| 은   | 중화 타이베이 | 4  | 1  |
| 동   | 대한민국      | 3  | 2  |
| 4    | 중국          | 2  | 3  |
| 5    | 필리핀        | 1  | 4  |
| 6    | 파키스탄      | 0  | 5  |

| 2012년 아시아 야구 선수권 대회 |
| ------------------------------ |
| 일본 18번째 우승               |